# Paracerceis sculpta
Paracerceis sculpta là một loài chân đều trong họ Sphaeromatidae. Loài này được Holmes miêu tả khoa học năm 1904.